# Edamura Takuma
Takuma Edamura (枝村 匠馬 (Chi Thôn Tượng Mã) Edamura Takuma), sinh ngày 16 tháng 11 năm 1986 ở Makinohara, Shizuoka, Nhật Bản, là một cầu thủ bóng đá người Nhật Bản. Hiện tại anh thi đấu cho đội bóng ở J2 League Avispa Fukuoka.

## Sự nghiệp
Edamura sinh ra ở Shizuoka. Vượt qua hệ thống trẻ Shimizu S-Pulse, anh ký bản hợp đồng toàn thời gian vào mùa giải 2005. Kể từ năm 2006, anh trở thành cầu thủ ra sân thường xuyên cho đội một.
Anh gia nhập Cerezo Osaka trong kỳ chuyển nhượn mùa hè năm 2012.

## Thống kê sự nghiệp câu lạc bộ
Cập nhật đến ngày 23 tháng 2 năm 2018.
| Thành tích câu lạc bộ | Thành tích câu lạc bộ | Thành tích câu lạc bộ | Giải vô địch | Giải vô địch | Cúp                   | Cúp                   | Cúp Liên đoàn | Cúp Liên đoàn | Tổng cộng | Tổng cộng |
| Mùa giải              | Câu lạc bộ            | Giải vô địch          | Số trận      | Bàn thắng    | Số trận               | Bàn thắng             | Số trận       | Bàn thắng     | Số trận   | Bàn thắng |
| Nhật Bản              | Nhật Bản              | Nhật Bản              | Giải vô địch | Giải vô địch | Cúp Hoàng đế Nhật Bản | Cúp Hoàng đế Nhật Bản | Cúp Liên đoàn | Cúp Liên đoàn | Tổng cộng | Tổng cộng |
| --------------------- | --------------------- | --------------------- | ------------ | ------------ | --------------------- | --------------------- | ------------- | ------------- | --------- | --------- |
| 2005                  | Shimizu S-Pulse       | J1 League             | 8            | 0            | 5                     | 0                     | 1             | 0             | 14        | 0         |
| 2006                  | Shimizu S-Pulse       | J1 League             | 34           | 9            | 3                     | 0                     | 6             | 2             | 43        | 11        |
| 2007                  | Shimizu S-Pulse       | J1 League             | 28           | 3            | 3                     | 0                     | 2             | 1             | 33        | 4         |
| 2008                  | Shimizu S-Pulse       | J1 League             | 30           | 8            | 3                     | 1                     | 11            | 4             | 44        | 13        |
| 2009                  | Shimizu S-Pulse       | J1 League             | 32           | 6            | 2                     | 0                     | 10            | 3             | 44        | 9         |
| 2010                  | Shimizu S-Pulse       | J1 League             | 12           | 3            | 1                     | 0                     | 6             | 1             | 19        | 4         |
| 2011                  | Shimizu S-Pulse       | J1 League             | 27           | 1            | 4                     | 0                     | 2             | 0             | 33        | 1         |
| 2012                  | Shimizu S-Pulse       | J1 League             | 4            | 0            | -                     | -                     | 2             | 0             | 6         | 0         |
| 2012                  | Cerezo Osaka          | J1 League             | 15           | 4            | 4                     | 0                     | -             | -             | 19        | 4         |
| 2013                  | Cerezo Osaka          | J1 League             | 24           | 2            | 3                     | 2                     | 5             | 0             | 32        | 4         |
| 2014                  | Nagoya Grampus        | J1 League             | 14           | 0            | 0                     | 0                     | 3             | 0             | 17        | 0         |
| 2014                  | Vissel Kobe           | J1 League             | 13           | 0            | -                     | -                     | -             | -             | 13        | 0         |
| 2015                  | Shimizu S-Pulse       | J1 League             | 26           | 2            | 0                     | 0                     | 4             | 0             | 30        | 2         |
| 2016                  | Shimizu S-Pulse       | J2 League             | 23           | 3            | 1                     | 1                     | –             | –             | 24        | 4         |
| 2017                  | Shimizu S-Pulse       | J1 League             | 30           | 0            | 3                     | 0                     | 2             | 0             | 35        | 0         |
| Tổng cộng sự nghiệp   | Tổng cộng sự nghiệp   | Tổng cộng sự nghiệp   | 320          | 41           | 32                    | 4                     | 54            | 11            | 396       | 56        |